# Sĩ quan
Sĩ quan (chữ Hán: 士官) là cán bộ thuộc lực lượng quân đội của một quốc gia có chủ quyền, hoạt động trong lĩnh vực quân sự, đảm nhiệm các chức vụ lãnh đạo, chỉ huy, quản lý hoặc trực tiếp thực hiện một số nhiệm vụ khác được Nhà nước của Quốc gia đó phong, thăng quân hàm cấp Úy, Tá, Tướng. Đối với ngành cảnh sát, thuật ngữ tương đương là Cảnh quan (警官). Tại Việt Nam, sĩ quan dùng để chỉ cho cả cán bộ lực lượng vũ trang nói chung, bao gồm cả quân đội và công an.
Sĩ quan tùy theo tính chất nhiệm vụ, tùy vào từng quốc gia thường được phân ra làm hai ngạch: sĩ quan tại ngũ và sĩ quan dự bị.
Tại nhiều quốc gia, dưới cấp sĩ quan thường có cấp Hạ sĩ quan (sub-officer): Thượng sĩ, Trung sĩ, Hạ sĩ và cuối cùng là Binh sĩ.

## Sĩ quan của Chiến tranh thế giới thứ hai
Ngoài ra, trong thế chiến II, Đức Quốc xã là nước có nhiều sĩ quan (officer). Mỗi trung đoàn có 1 - 2 sĩ quan.

## Sĩ quan của Lực lượng Vũ trang Nhân dân Việt Nam
Sĩ quan thuộc Lực lượng Vũ trang Nhân dân Việt Nam gồm có Sĩ quan Quân đội Nhân dân Việt Nam và Sĩ quan Công an Nhân dân Việt Nam
- Phân ngạch: Tại ngũ và Dự bị
- Quá trình đào tạo: là học viên tốt nghiệp trình độ cao đẳng, đại học trở lên ra trường được phong quân hàm Thiếu úy đến Trung úy.
- Quá trình công tác: Tùy vào nhiệm vụ, tính chất công việc, năng lực trình độ, Sĩ quan do Tổ chức phân công công tác đảm nhiệm các chức vụ chỉ huy, lãnh đạo khác nhau theo các chuyên ngành (Tham mưu, Chính trị, Hậu cần, Kỹ thuật,....)
- Quân hàm Sĩ quan: Từ Thiếu úy đến Đại tướng
- Chức vụ Sĩ quan: Từ trung đội trưởng đến Bộ trưởng Bộ Quốc phòng hoặc Bộ trưởng Bộ Công an